# Mortiers (Charente Marittima)
Mortiers è un comune francese di 191 abitanti situato nel dipartimento della Charente Marittima nella regione della Nuova Aquitania.

## Società

### Evoluzione demografica
Abitanti censiti